# Malta Eurovision Song Contest 2018
L'ottava edizione del Malta Eurovision Song Contest si è svolta il 3 febbraio 2018 presso il Malta Fairs and Conventions Centre di Ta' Qali e ha selezionato il rappresentante di Malta all'Eurovision Song Contest 2018.
La competizione è stata vinta da Christabelle con Taboo.

## Organizzazione
PBS ha organizzato nuovamente il Malta Eurovision Song Contest per selezionare il rappresentante maltese all'Eurovision Song Contest.
Delle 30 canzoni inviate all'emittente, 16 sono state scelte da una giuria per competere nella manifestazione; i 16 finalisti sono stati annunciati l'11 ottobre 2017.
I 16 concorrenti si sono esibiti in un'unica finale il 3 febbraio 2018, e il vincitore è stato decretato al 50% dal televoto e al 50% da una giuria.

## Partecipanti
| Artista                  | Titolo               | Compositori                                                             |
| ------------------------ | -------------------- | ----------------------------------------------------------------------- |
| Abire Sekkaki            | Casablanca Love      | Abire Sekkaki, Matt Muxu                                                |
| Aidan                    | Dai Laga             | Aidan Cassar                                                            |
| Aidan                    | See You              | Aidan Cassar                                                            |
| Avenue Sky               | We Can Run           | Jonas Gladnikoff, Matthew Ker, Glen Vella                               |
| Brooke Borg              | Heart of Gold        | Borislav Milanov, Dag Lundberg, Niklas Lif, Brooke Borg                 |
| Christabelle             | Taboo                | Johnny Sanchez, Thomas G:son, Christabelle Borg, Matthew Mercieca       |
| Dan                      | If Only              | Cyprian Cassar, Mark Scicluna, Marlon Polidano, Daniel Muscat           |
| Danica Muscat            | One Step at a Time   | John Ballard, Ruth Mussie, Jerusalem Yemane, Irena Krstva, Kian Fakhary |
| Deborah C                | Turn It Up           | Christian Schneider, Aidan O'Connor, Sara Biglert                       |
| Deborah C & Josef Tabone | Human                | Cyprian Cassar, Matthew Mercieca                                        |
| Dominic Cini             | Pictures             | Cyprian Cassar, Emil Calleja Bayliss                                    |
| Dwett                    | Breaking Point       | Elton Zarb, Matthew Mercieca                                            |
| Eleanor Cassar           | Back to Life         | Jonas Gladnikoff, Michael James Down                                    |
| Ishmael Grech            | Good Times           | Bruce Smith, Matthias Nylander                                          |
| Jasmine Abela            | Supernovas           | Charlie Mason, Jonas Thander                                            |
| Kelsey Bellante          | Super Woman          | Cyprian Cassar, Matthew Mercieca                                        |
| Kevin Paul Calleja       | Great Adventure      | Rob Price                                                               |
| Kim Cortis               | Monsters             | Cyprian Cassar, Matthew Mercieca, Kimberley Cortis                      |
| Kurt Anthony             | You Will Find Me     | Cyprian Cassar, Matthew Mercieca                                        |
| Lawrence Gray            | Love Renegade        | Cyprian Cassar, Matthew Mercieca                                        |
| Malcolm Pisani           | Kiss                 | Malcolm Pisani, Matt Muxu                                               |
| Matthew Anthony          | Call 2morrow         | Jonas Gladnikoff, Tom Wiklund, Peder Eriksson                           |
| Miriana Conte            | Rocket               | Cyprian Cassar, Matthew Mercieca                                        |
| Nicole Azzopardi         | Mixed Feelings       | Elton Zarb, Matthew Mercieca                                            |
| Petra                    | Evolution            | Elton Zarb, Matthew Mercieca                                            |
| Raquel Galdes            | In My Mind           | Aidan Cassar                                                            |
| Rhiannon Micallef        | Beyond Blue Horizons | Rhiannon Micallef, Cyprian Cassar                                       |
| Richard & Joe Micallef   | Song for Dad         | Cyprian Cassar, Richard Micallef                                        |
| Stefan Galea             | Closer               | Rikki Lee Scicluna, Richard Micallef, Claude Spiteri Belcher            |
| Tiziana Calleja          | First Time           | Tina Stenberg                                                           |

## Finale
La finale si è tenuta il 3 febbraio presso il Malta Fairs and Conventions Centre nel Ta' Qali, vicino Attard.
| #  | Artista                | Titolo               | Punteggio | Punteggio | Punteggio | Posizione |
| #  | Artista                | Titolo               | Giuria    | Televoto  | Totale    | Posizione |
| -- | ---------------------- | -------------------- | --------- | --------- | --------- | --------- |
| 1  | Aidan                  | Dai Laga             | 34        | 8         | 42        | 4         |
| 2  | Miriana Conte          | Rocket               | 9         | 5         | 14        | 12        |
| 3  | Jasmine Abela          | Supernovas           | 25        | 6         | 31        | 8         |
| 4  | Matthew Anthony        | Call 2morrow         | 26        | 6         | 32        | 7         |
| 5  | Danica Muscat          | One Step at a Time   | 2         | 1         | 3         | 16        |
| 6  | Dwett                  | Breaking Point       | 3         | 12        | 15        | 10        |
| 7  | Lawrence Gray          | Love Renegade        | 3         | 4         | 7         | 15        |
| 8  | Richard & Joe Micallef | Song for Dad         | 31        | 67        | 98        | 2         |
| 9  | Tiziana Calleja        | First Time           | 4         | 8         | 12        | 14        |
| 10 | Eleanor Cassar         | Back to Life         | 19        | 17        | 36        | 5         |
| 11 | Rhiannon               | Beyond Blue Horizons | 9         | 5         | 14        | 11        |
| 12 | Brooke Borg            | Heart of Gold        | 37        | 47        | 84        | 3         |
| 13 | Christabelle           | Taboo                | 60        | 73        | 133       | 1         |
| 14 | Deborah C              | Turn It Up           | 0         | 13        | 13        | 13        |
| 15 | Avenue Sky             | We Can Run           | 1         | 15        | 16        | 9         |
| 16 | Petra                  | Evolution            | 27        | 6         | 33        | 6         |

## All'Eurovision Song Contest
Malta si è esibita 12ª nella seconda semifinale, totalizzando 101 punti e piazzandosi al 13º posto, non avanzando quindi verso la finale.

### Giuria
La giuria maltese è stata composta da:
- Elton Zarb, compositore, musicista, produttore e presidente di giuria
- Dorian Cassar, presentatore radiofonico e televisivo e dirigente d'azienda
- Olwyn Jo Saliba, produttore
- Alexander Kitcher, coordinatore di eventi
- Amber Bondin, cantante (ha rappresentato Malta all'Eurovision 2015)

### Voto
Di seguito sono riportate le tabelle riassuntive dei punti assegnati a Malta dagli altri paesi (seconda semifinale) e dei punti assegnati da Malta agli altri partecipanti (seconda semifinale e finale).

#### Punti assegnati a Malta
| Giuria   | Giuria                      | Giuria                                       | Giuria                  | Giuria                          |
| 12       | 10                          | 8                                            | 7                       | 6                               |
| -------- | --------------------------- | -------------------------------------------- | ----------------------- | ------------------------------- |
|          | - Romania                   | - Danimarca - Italia - San Marino - Slovenia | - Lettonia - Montenegro | - Francia - Germania - Norvegia |
| 5        | 4                           | 3                                            | 2                       | 1                               |
|          | - Georgia - Serbia - Svezia | - Australia                                  | - Moldavia              | - Paesi Bassi - Polonia         |
| Televoto |                             |                                              |                         |                                 |
| 12       | 10                          | 8                                            | 7                       | 6                               |
|          |                             |                                              | - Australia             |                                 |
| 5        | 4                           | 3                                            | 2                       | 1                               |
|          |                             |                                              |                         | - Danimarca                     |

#### Punti assegnati da Malta
| 2ª semifinale | 2ª semifinale | 2ª semifinale |
| Punti         | Giuria        | Televoto      |
| ------------- | ------------- | ------------- |
| 12            | Norvegia      | San Marino    |
| 10            | Svezia        | Australia     |
| 8             | Danimarca     | Danimarca     |
| 7             | Australia     | Svezia        |
| 6             | Ucraina       | Norvegia      |
| 5             | Montenegro    | Paesi Bassi   |
| 4             | Moldavia      | Moldavia      |
| 3             | San Marino    | Russia        |
| 2             | Romania       | Ucraina       |
| 1             | Serbia        | Polonia       |

| Finale | Finale          | Finale          |
| Punti  | Giuria          | Televoto        |
| ------ | --------------- | --------------- |
| 12     | Cipro           | Italia          |
| 10     | Italia          | Cipro           |
| 8      | Francia         | Israele         |
| 7      | Svezia          | Bulgaria        |
| 6      | Israele         | Australia       |
| 5      | Repubblica Ceca | Lituania        |
| 4      | Norvegia        | Germania        |
| 3      | Australia       | Repubblica Ceca |
| 2      | Bulgaria        | Danimarca       |
| 1      | Austria         | Regno Unito     |